# Jeff Wayne

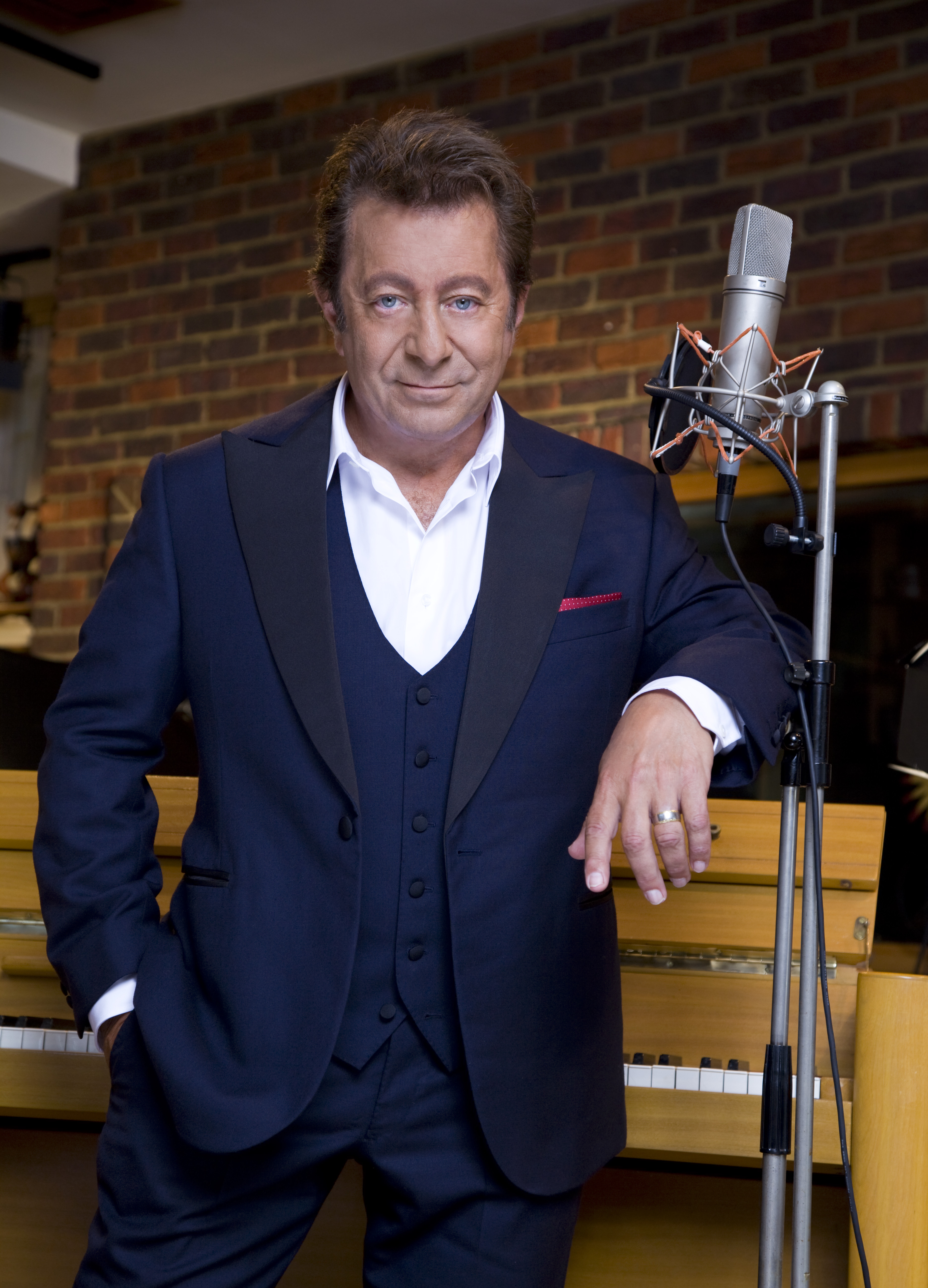

Jeff Wayne (ur. 1 lipca 1943 w Forest Hills) – amerykański kompozytor rockowy tworzący w Wielkiej Brytanii. Najbardziej znany jest jako autor muzycznej wersji Wojny światów – książki autorstwa H.G. Wellsa.

## Dyskografia
- Jeff Wayne’s Musical Version of The War of the Worlds (1978)
- Spartacus (1992)